# 湖埠村自来水异常事件

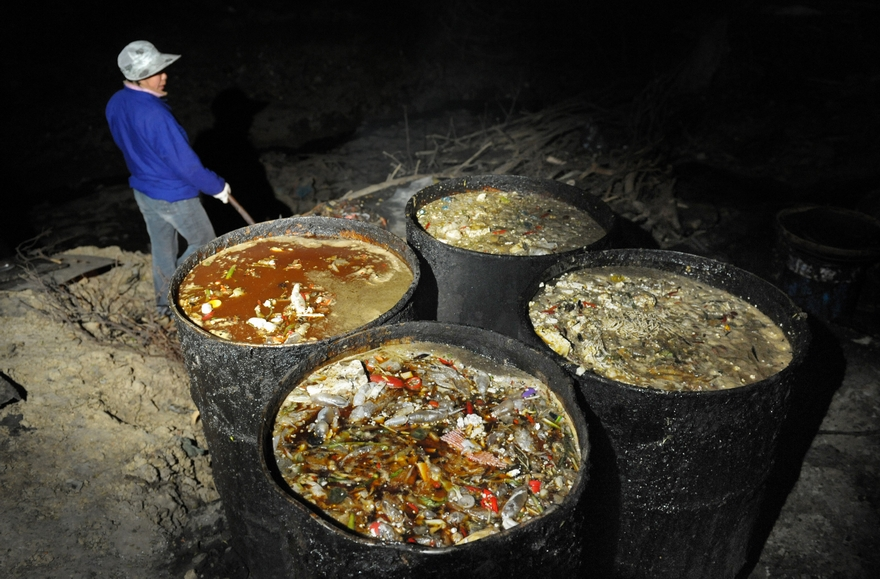
厨余垃圾處理（並非攝於現場）

湖埠村自來水事件，指2020年杭州西湖區一国有独资的厨余垃圾厂將污水排入溪水毒死魚蝦在5月被村民投訴後，改將污水接入自來水管道（飲用水道）。双浦镇湖埠村村民成了排污「口」，喝厨余污水後普遍腹泻和皮疹，有小孩診斷肠系膜淋巴结炎，而湖埠村有1,600人。事件除了造成直接经济损失约241.3万元外，后续杭州市水务集团虽声称对供水管道进行了全面排查和清洗以及对双浦易腐垃圾处置点进行了整改等措施，但当地居民还是经历了游客减少、饮用水必须使用西湖环境集团送货上门的桶装水（洗澡等还是不得不使用自来水）等长期影响。
光明網指，如果污水管接入自來水管，输水水压必然变化，水务部门定當知情。
肇事的双浦易腐垃圾资源化处置中心由西湖环境集团建成和運營，由西湖城投全資控股，是杭州市西湖区政府的區属国有独资企业。官方介紹「變廢為寶，成有機肥」。

## 來源
1. 1 2  . 红星新闻. 2020-07-31  [2020-08-07]. （原始内容存档于2020-08-02）.
2. 1 2  . 东方网·纵相新闻. 2020-07-30  [2020-08-07]. （原始内容存档于2020-08-06）.
3. ↑  赵志疆. . 光明网. 2020-07-31  [2020-08-07]. （原始内容存档于2020-08-02）.
4. ↑  天眼查.